# 華商銀行 (中國)

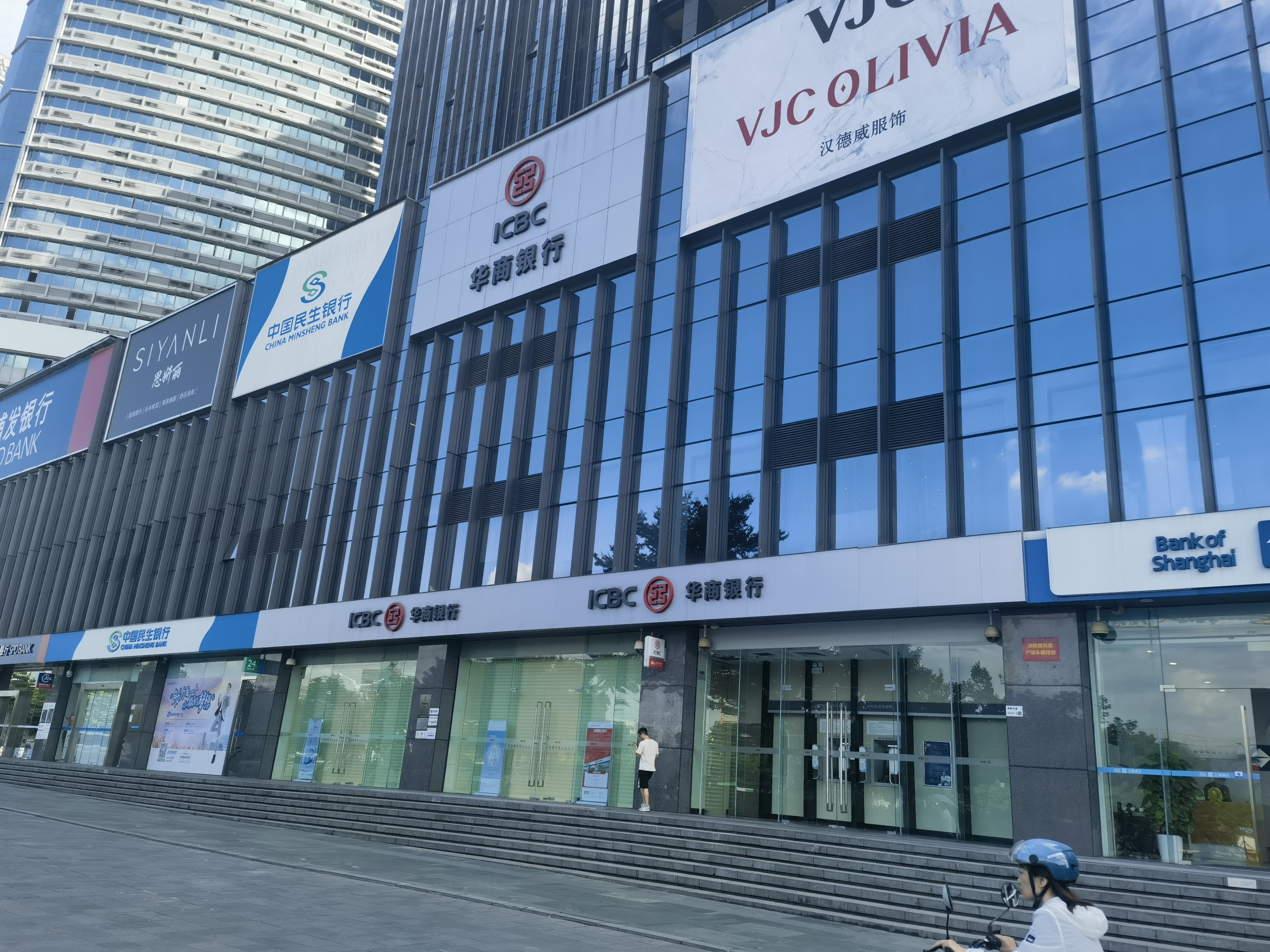
华商银行总行，位于深圳绿景NEO大厦一楼，侧边设置有工行ATM

華商銀行（英語：The Chinese Merchandise Bank, Ltd.），在1987年，由中國工商銀行深圳分行、香港中旅（集团）有限公司、香港华人银行（中信銀行國際前身），於總部深圳成立首家中外合資銀行業務主要經營产品开发、业务拓展、资金清算和系统。1993年6月23日成立，最初行址设在华侨城。
1996年10月，总行迁移至华强北燕南路东风大厦。（现为华商深圳分行）
1998年5月在蛇口开设支行（现已关闭）。
2005年7月，已私有化工銀亞洲全盤收購該行股份，於2005年7月28日完成。